# Chenopodiastrum hybridum
Chenopodiastrum hybridum (лобода-бешишник як Chenopodium hybridum, лобода гібридна як Chenopodium hybridum) — вид рослин з родини амарантових (Amaranthaceae), поширений у більшій частині Євразії.

## Опис
Однорічна рослина 25–100 см заввишки. Листочки оцвітини з сидячими і коротко стебельчатими залозками, на верхівці закруглені, іноді з виїмкою. Насіння округле, з сітчато-ямистим малюнком, що різко виступає, одягнені тонкою, гладкою оцвітиною, яка повторює ямистість насіння. Трава 0.4–2.2 м заввишки. Стебло прямостійне, вище розгалужене, товсте, світло-жовте або фіолетово ребристе. Черешки 2–7 см; листова пластинка свіжо-зелена на обох поверхнях, від широко яйцюватої до яйцювато-трикутної, 6–15 × 5–13 см; верхні листки менші. Квітки двостатеві та жіночі, як правило, по кілька на клубочок, які розташовані в розлогих волотях на верхніх гілках. Плід лінзоподібний. Насіння горизонтальне, чорне, не блискуче, такої ж форми, як плід, зазвичай 2–3 мм в діаметрі.

## Поширення
Поширений у більшій частині Євразії.
В Україні вид зростає в засмічених тінистих місцях — зрідка на всій території; бур'ян, отруйна рослина.